# Brandon J. Dirden

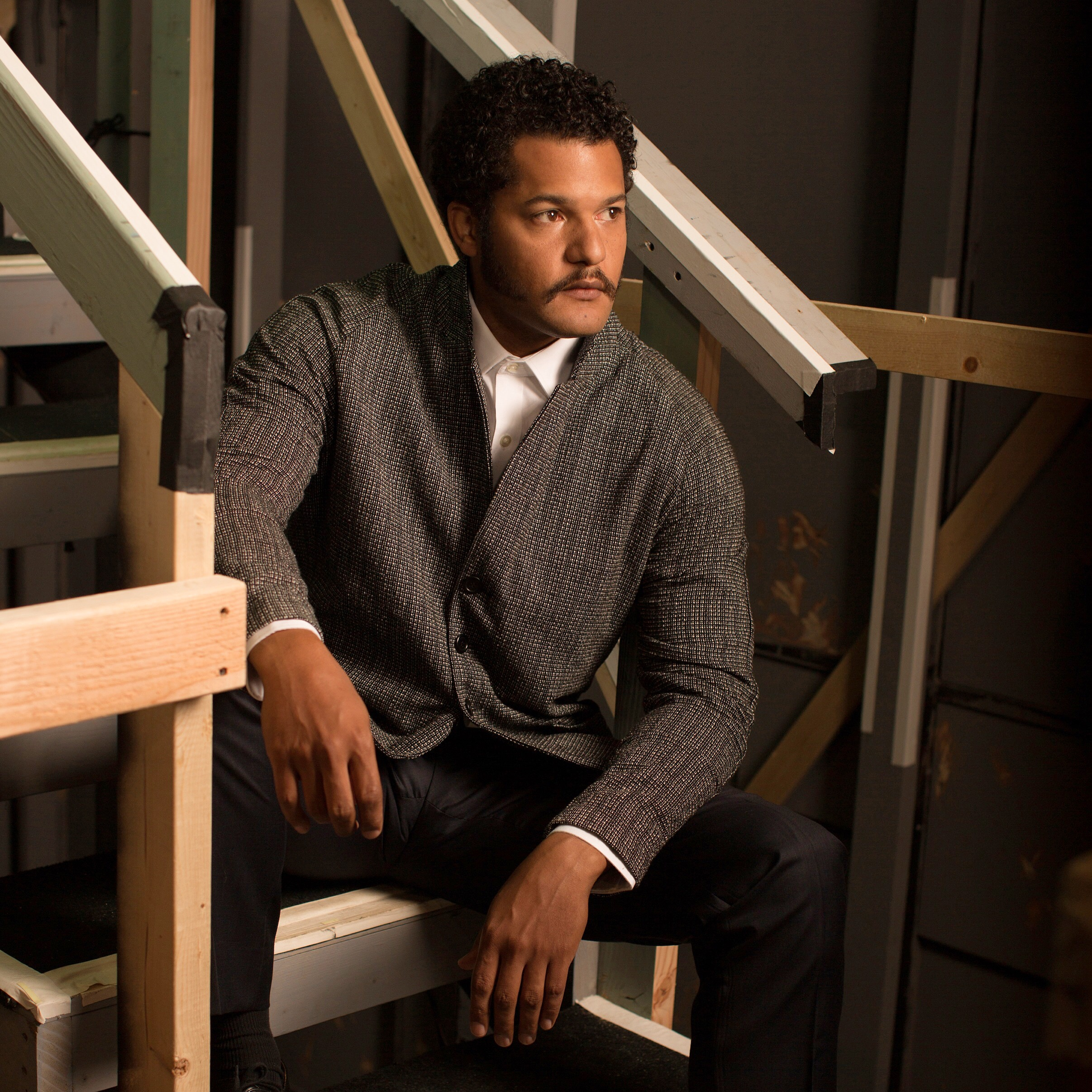
Brandon J. Dirden (2015)

Brandon Joseph Dirden (* 1978) ist ein US-amerikanischer Schauspieler und Theaterregisseur.

## Leben
Brandon Joseph Dirden wuchs im texanischen Houston als eines von fünf Kindern des gelegentlich als Schauspieler tätigen Willie James Dirden auf. Sein jüngster Bruder Jason Dirden ist ebenfalls schauspielerisch tätig. Sein Vater weckte früh die Begeisterung für das Theater in ihm. Im Alter von 12 Jahren gab Dirden sein Theaterdebüt in einer Inszenierung von August Wilsons Stück Joe Turner’s Come and Gone am Alley Theatre in Houston.
Dirden studierte zunächst Mathematik und Naturwissenschaften am Morehouse College und der University of Illinois. 2007 gab er am New Yorker American Airlines Theatre sein Broadway-Debüt in einer Inszenierung von Prelude to a Kiss. Seine Rolle in der Off-Broadway-Inszenierung von The Piano Lesson brachte ihm 2013 unter anderem einen Theatre World Award in der Kategorie Best Debut Performance und einen Obie Award ein. Im Jahr darauf war er im Stück All the Way als Martin Luther King an der Seite von Bryan Cranston als Lyndon B. Johnson zu sehen. 2015 gab Dirden sein Regiedebüt mit einer Inszenierung von August Wilsons Seven Guitars am Two River Theater in New Jersey. 2018 folgte mit King Hedley II seine zweite Regiearbeit am Two River Theater. Dirden sitzt im Artist Advisory Board des Two River Theaters.
Parallel zu seiner Theaterarbeit übernimmt Dirden regelmäßig Rollen in verschiedenen Fernsehproduktionen. So war er von 2015 bis 2018 in vier Staffeln der Fernsehserie The Americans in der Rolle des FBI-Agenten Dennis Aderholt zu sehen. In Baz Luhrmanns Musical-Drama-Serie The Get Down übernahm Dirden die Rolle des Leon. 2020 war Dirden in der Drama-Serie For Life als Darius Johnson zu sehen.
Er ist mit der Schauspielerin Crystal A. Dickinson verheiratet, mit der gelegentlich gemeinsam auf der Bühne auftritt. Aus der Ehe ging ein Sohn (* 2014) hervor. Die Familie lebt in West Orange, New Jersey.

## Filmografie (Auswahl)
- 2008: House of Payne (Fernsehserie, Episode 3x23)
- 2011: The Big C (Fernsehserie, Episode 2x05)
- 2014: Good Wife (The Good Wife, Fernsehserie, Episode 6x03)
- 2015: Public Morals (Fernsehserie, 2 Episoden)
- 2015–2018: The Americans (Fernsehserie, 43 Episoden)
- 2016: BrainDead (Fernsehserie, Episode 1x05)
- 2016–2017: The Get Down (Fernsehserie, 8 Episoden)
- 2017: The Accidental Wolf (Fernsehserie, Episode 1x06)
- 2017: Blue Bloods – Crime Scene New York (Blue Bloods, Fernsehserie, Episode 8x01)
- 2018: The Quad (Fernsehserie, 2 Episoden)
- 2018: Elementary (Fernsehserie, Episode 6x19)
- 2018: Manifest (Fernsehserie, Episode 1x03)
- 2020: Max Riddle (Fernsehserie, Episode 1x01)
- 2020: Mrs. America (Fernsehserie, Episode 1x03)
- 2020: For Life (Fernsehserie, 13 Episoden)
- 2020: I Know This Much Is True (Miniserie, Episode 1x02)
- 2020: Good Friday

## Theater (Auswahl)
Schauspieler
- 2007: Prelude to a Kiss (American Airlines Theatre, New York City)
- 2008: The First Breeze of Summer (Peter Norton Space, New York City)
- 2010: Enron (Broadhurst Theatre, New York City)
- 2011: Peter and the Starcatcher (New York Theatre Workshop, New York City)
- 2012: Jitney (Two River Theater Company, Red Bank, New Jersey)
- 2012: Topdog/Underdog (Two River Theater Company, Red Bank, New Jersey)
- 2012: Clybourne Park (Walter Kerr Theatre, New York City)
- 2012–2013: The Piano Lesson (Pershing Square Signature Center / Irene Diamond Stage, New York City)
- 2014: All The Way (Neil Simon Theatre, New York City)
- 2013: Detroit '67 (Joseph Papp Public Theater / Susan Stein Shiva Theater, New York City)
- 2015: Your Blues Ain’t Sweet Like Mine (Two River Theater Company, Red Bank, New Jersey)
- 2016: Ma Rainey’s Black Bottom (Two River Theater Company, Red Bank, New Jersey)
- 2017: A Raisin in the Sun (Two River Theater Company, Red Bank, New Jersey)
- 2017: Jitney (Samuel J. Friedman Theatre, New York City)
- 2020: Your Blues Ain’t Sweet Like Mine (Two River Theater Company, Red Bank, New Jersey)

Regisseur
- 2015: Seven Guitars (Two River Theater Company, Red Bank, New Jersey)
- 2018: King Hedley II (Two River Theater Company, Red Bank, New Jersey)